# Tricalysia acocantheroides
Tricalysia acocantheroides är en måreväxtart som beskrevs av Karl Moritz Schumann.
Tricalysia acocantheroides ingår i släktet Tricalysia och familjen måreväxter. Inga underarter finns listade i Catalogue of Life.